# سارة جين دياس
سارة جين دياس (بالإنجليزية: Sarah-Jane Dias)‏ (ولد ت في 3 ديسمبر 1982) هي ممثلة هندية ومقدمة برامج وملكة جمال الهند 2007.

## وصلات خارجية
- سارة جين دياس على موقع IMDb (الإنجليزية)
- سارة جين دياس على موقع ألو سيني (الفرنسية)
- سارة جين دياس على موقع أول موفي (الإنجليزية)
- سارة جين دياس على موقع قاعدة بيانات الفيلم (الإنجليزية)
- سارة جين دياس على موقع كينوبويسك (الروسية)